# Indolpium loyolae
Indolpium loyolae es una especie de arácnido del orden Pseudoscorpionida de la familia Olpiidae.

## Distribución geográfica
Se encuentra en la India y en Sri Lanka.